# Ściborowice (gmina w rejencji opolskiej)
Ściborowice (niem. Amtsbezirk Stiebendorf) – zbiorowa gmina wiejska (Amtsbezirk) w powiecie prudnickim, rejencji opolskiej. Funkcjonowała w latach 1874–1945 w Rzeszy Niemieckiej. Siedzibą gminy były Ściborowice (Stiebendorf).
Gminę Ściborowice utworzono 1 maja 1874 na obszarze powiatu prudnickiego. Powstała z obszaru gromad Ściborowice, Jarczowice (Jarczowitz), Kórnica (Körnitz), Nowy Dwór Prudnicki (Neuhof) i Pietna oraz pięciu majątków ziemskich. Pierwszym administratorem okręgu został Oswald Berlin zamieszkały w Ściborowicach.
1 stycznia 1908 gmina obejmowała gromady: Ściborowice, Jarczowice, Kórnica i Pietna. 1 stycznia 1929 zintegrowano Jarczowice ze Ściborowicami. 1 stycznia 1945 gmina Ściborowice obejmowała gromady: Ściborowice, Kórnica i Pietna.
Jednostka przetrwała do 1945 roku. Po II wojnie światowej została zniesiona. Władze polskie nie odtworzyły gminy w reaktywowanym powiecie prudnickim.